# Adelphicos veraepacis
La culebra cavadora chiapaneca (Adelphicos veraepacis) es una especie de serpentes de la familia Dipsadidae. Fue descubierta en Alta Verapaz, Guatemala y se distribuye por Guatemala y Chiapas (México).

## Estado de conservación
Se encuentra amenazada por la pérdida de su hábitat natural.